# Distrito de Monor
El distrito de Monor (húngaro: Monori járás) es un distrito húngaro perteneciente al condado de Pest. Parte del distrito forma parte del área metropolitana de Budapest.
En 2013 tiene 64 227 habitantes. Su capital es Monor.

## Municipios
El distrito tiene 3 ciudades (en negrita) y 9 pueblos (población a 1 de enero de 2013):
- Bénye (1193)
- Csévharaszt (1895)
- Gomba (2951)
- Gyömrő (16 466)
- Káva (664)
- Monor (17 677) – la capital
- Monorierdő (4116)
- Nyáregyháza (3693)
- Pánd (2006)
- Péteri (2185)
- Pilis (11 498)
- Vasad (1889)